# میشو تیووان
میشو تیووان (به فرانسوی: Michault Taillevent) نویسنده و شاعر قرن چهاردهم میلادی اهل فرانسه است.